# St. Margarethen (Ottlar)

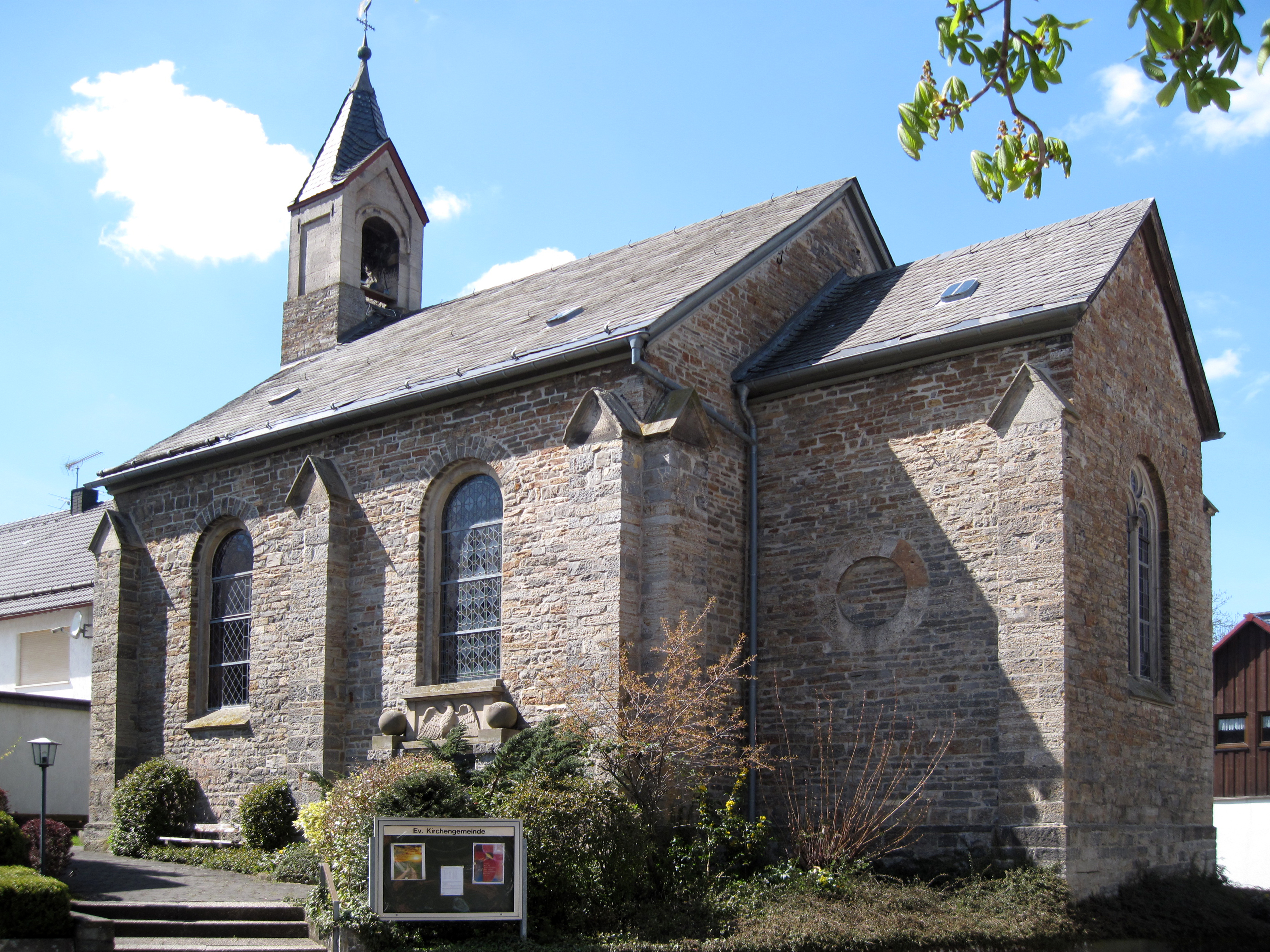
St. Margarethenkirche

Die Margarethenkirche ist die evangelische Gemeindekirche von Ottlar, einem Ortsteil der Gemeinde Diemelsee im nordhessischen Landkreis Waldeck-Frankenberg. Die Kirche gehört zur Kirchengemeinde Diemelsee im Kirchenkreis Twiste-Eisenberg der Evangelischen Kirche von Kurhessen-Waldeck.

## Geschichte
Für das Jahr 1537 ist  erstmals eine der Margareta von Antiochia gewidmete Kapelle belegt, die als Filialkirche der St.-Barbara-Kirche von Heringhausen  unter dem Heringhausener Pfarrer Johann Pistor 1543 der Reformation beitrat. Wegen baulicher Mängel genehmigte das Fürstlich Waldeckische Konsistorium 1855 die Finanzierung eines Neubaus, der ab 1872 durchgeführt und 1874 eingeweiht wurde. Dabei entstand, unter teilweiser Wiederverwendung des Baumaterials der Vorgängerkirche, eine im Rundbogenstil errichtete und mit flachen Strebepfeilern versehene Saalkirche mit rechteckigem Altarhaus und Giebeldachreiter.

## Orgel

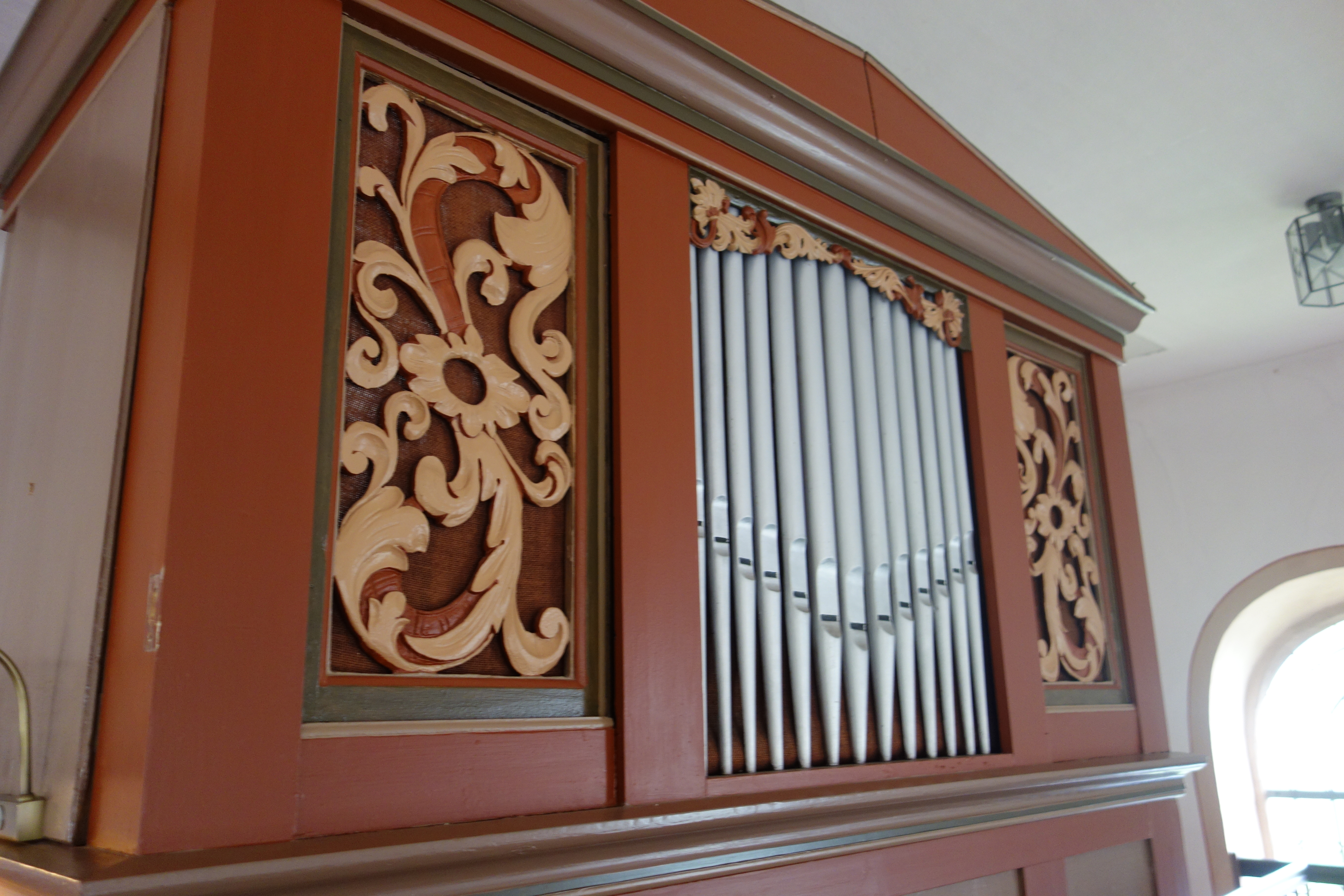
Orgel

Eine ursprünglich für die Waldecker Schlosskapelle gebaute  Orgel wurde 1750 nach Ottlar transferiert. Die Disposition lautet:
| Manual CD–c3  |    |
| Gedackt       | 8′ |
| Prinzipal     | 4′ |
| Hohlflöte     | 4′ |
| Oktave        | 2′ |
| Mixtur II–III | 1′ |